# Darjalkloof
De Darjalkloof (Georgisch: დარიალის ხეობა, Darialis cheoba) is een kloof in het noorden van Georgië in de Grote Kaukasus, gelegen tussen Stepantsminda en de grens met Rusland. De kloof is onderdeel van het Nationaal park Kazbegi en heeft een lengte van ongeveer dertien kilometer. De rivier Terek (Tergi) stroomt door de kloof.

## Etymologie
De Darjalkloof wordt in de Georgische annalen vermeld onder de namen Ralani, Dargani, Darialani en Poort van Chevi, terwijl de Perzen en Arabieren de kloof kennen onder de Perzische naam dar-i Alan (Poort der Alanen). De historicus Strabo noemde de kloof Porta Caucasica en Porta Cumana, Plinius de Oudere verwees er naar met Portae Caucasiae of Portae Hiberiae en Ptolemeus met Sarmatikai Pulai (van het Griekse: Σαρματικαι Πυλαι). Soms wordt de kloof ook Portae Caspiae genoemd (een naam die ook werd gebruikt voor "poort" of pas aan de Kaspische Zee bij Derbent). De Tataren ten slotte noemen het Darioli. Het is ook weleens vermeld als de Iberische Poorten.

## Geografie
De Darjalkloof ligt aan de oostelijke voet van de 5047 meter hoge Kazbek en begint ten noorden van Stepantsminda bij de Tsjcheri, een linkerzijrivier van de Terek. De kloof doorklieft de zogeheten "axiale zone" van de Grote Kaukasus en is een zeer rotsige corridor van de Terek door de Chochibergrug aan de westkant en de Sjavanabergrug aan de oostkant. Deze twee bergruggen lopen parallel (lateraal) aan de hoofdkam van de Grote Kaukasus en omsluiten feitelijk het brongebied van de Terek met hoge bergruggen waarbij de Darjalkloof de enige uitgang is. De Terek stroomt in noordelijke richting door de kloof met een verval van 500 meter, waarlangs de historische Georgische Militaire Weg ligt. Deze weg staat ook bekend als de S3 (E117).

### Lawines

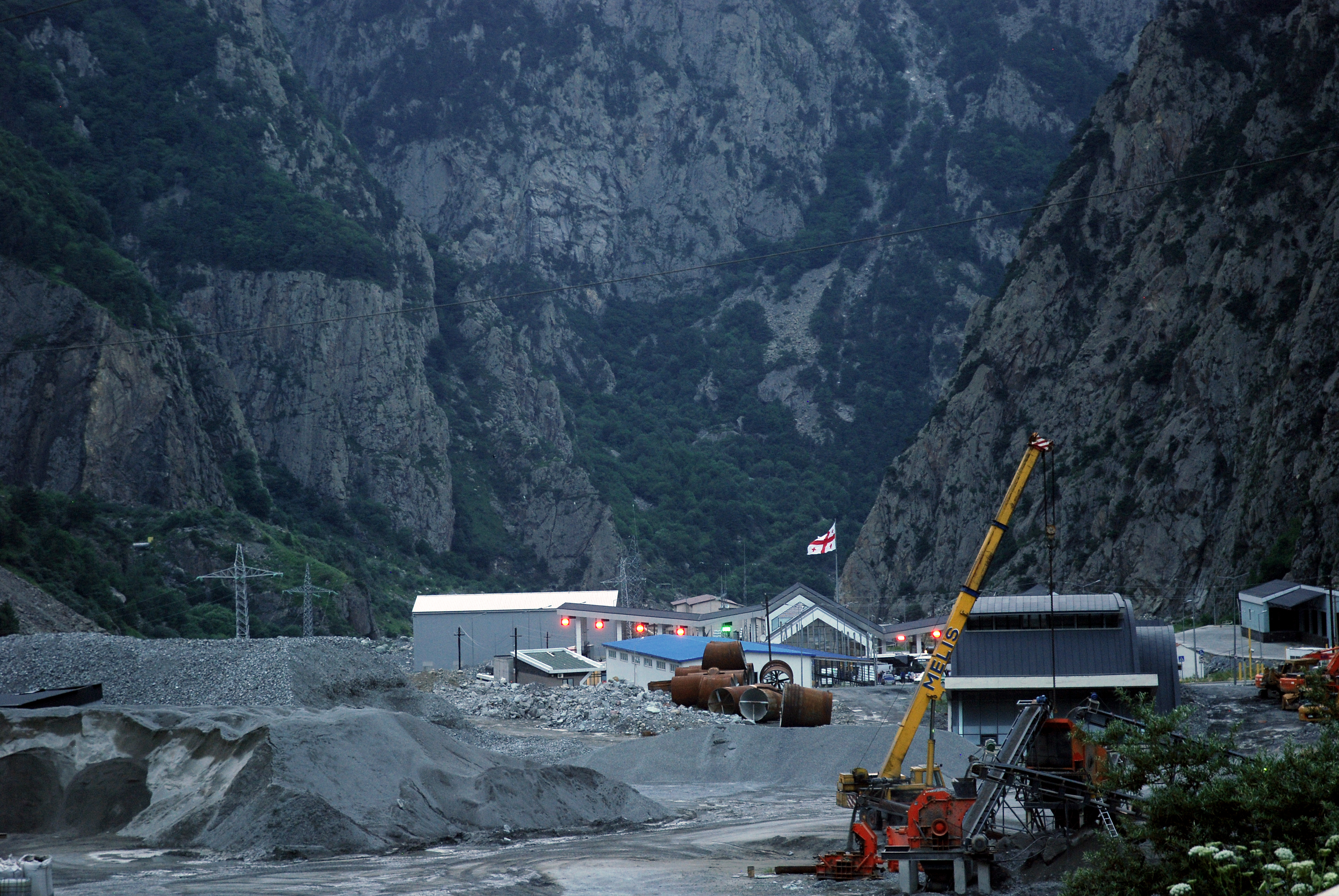
De kloof is zeer gevoelig voor aardverschuivingen. De Georgische grensovergang werd in 2014 vernield.

De Darjalkloof kent verticale rotswanden tot 1000 meter hoogte. Het smalste en meest rotsachtige deel van de Darjalkloof ligt tussen de Terek-zijrivieren Amali en Chde. Bij deze laatste werd in de 2e eeuw v.Chr. het Darjalfort gebouwd (ook bekend als Tamarakasteel). Dit stuk van de kloof is ook het meest gevoelig voor glaciale lawines en overstromingen.
Een glaciale lawine van de Devdoraki-gletsjer kostte in mei 2014 het leven van negen mensen en werd de Georgische grenspost ter plekke zwaar beschadigd. De lawine van rotsachtige en ijzige massa kwam vanaf een hoogte van 4500 meter boven zeeniveau van de steile noordoostelijke helling van de Kazbek en liet een verwoestend spoor na. Het grensverkeer was bijna twee maanden onmogelijk. Na dit punt passeert de Darjalkloof de Georgisch-Russische grens en eindigt ongeveer bij de Russische grenspost bij Verchni Lars (Boven Lars), twee kilometer te noorden van de grens.

## Geschiedenis

Het verdwenen Russische fort met het Darjalfort op de rots erboven.

De Darjalkloof was millennialang de enige doorgang door de Kaukasus en is daardoor al sinds vroege tijd een versterkte positie geweest. In de tweede helft van de 2e eeuw v.Chr. stichtte de Georgische koning Mirian I er de eerste vesting. Dit Darjalfort, dat ook bekend staat als Tamarakasteel, werd door zijn nakomelingen menigmaal gerenoveerd. De ruïnes van het fort zijn nog te bezichtigen op een klif op de linkeroever van de Terek boven de huidige Georgische douanepost. In de 4e en 5e eeuw werd met Romeinse subsidies door de Sassaniden het kasteel Biriparatsj onderhouden.

### Strategisch belang
De kloof speelde een belangrijke rol in de buitenlandse politiek van de Georgische vorsten, het Romeinse Rijk, Perzië, de Arabische kalifaten, het Byzantijnse Rijk en later van het Russische Rijk. Tot de 13e eeuw waren de versterkingen erop gericht om de vechtlustige nomadenstammen uit de Noordelijke Kaukasus, waaronder de naamgevende Alanen uit de Zuidelijke Kaukasus te weren. Gedurende de bloeiperiode van het Koninkrijk Georgië werd het fort waarschijnlijk herbouwd door koning David de Bouwer of koningin Tamar, aangezien het kasteel soms ook bekend staat als het kasteel van David of Tamar.

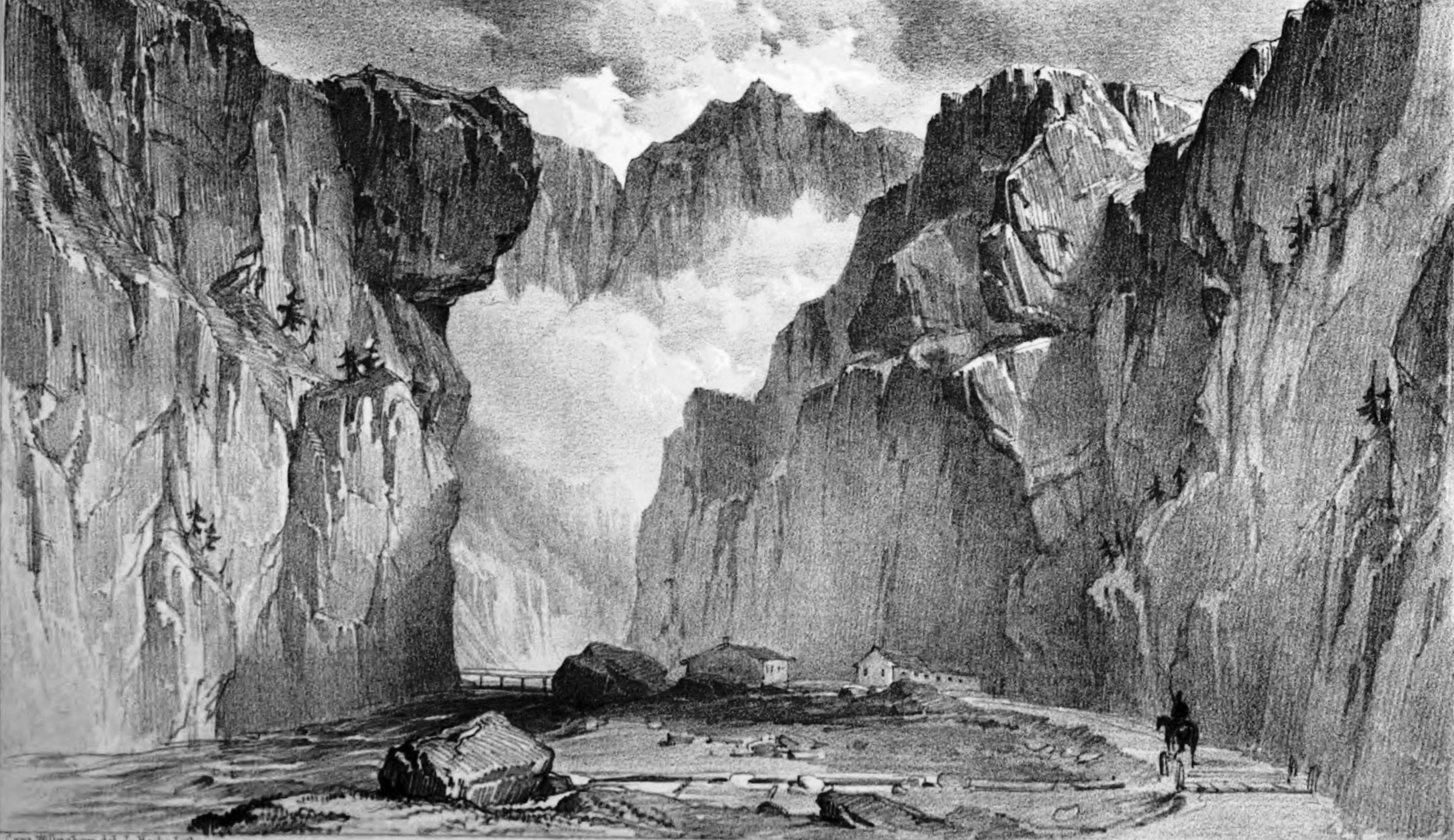
De kloof is onmisbaar in reisverslagen (1837).

Nadat de Mongolen in de 13e eeuw waren binnengevallen, begon het kasteel zijn politieke en strategische belang te verliezen. Daarna raakte het waarschijnlijk verlaten en in verval. Vooral de Alanen vielen regelmatig de Zuidelijke Kaukasus binnen. In de 18e eeuw werd de passage door de kloof belangrijk voor Russische militaire strijdkrachten en de handel tussen het Russische Rijk en het Georgische Koninkrijk Kartli-Kachetië.
In het begin van de 19e eeuw werd de Georgische Militaire Weg groots aangelegd, die een belangrijke economische impuls betekende voor Georgië. In 1801 werd een nieuw Russisch fort gebouwd in de kloof, recht onder het voormalige Darjalfort. Het nieuwe fort, dat ter hoogte van de huidige Georgische grenspost heeft gestaan, bestaat niet meer. In de Russische literatuur werd de Darjalkloof vereeuwigd door Lermontov in zijn gedicht Demon.